# Dębczyno
Dębczyno (niem. Denzin) – wieś sołecka w Polsce położona w województwie zachodniopomorskim, w powiecie białogardzkim, w gminie Białogard. W latach 1975–1998 wieś należała do województwa koszalińskiego. W roku 2007 wieś liczyła 180 mieszkańców.

## Geografia
Wieś leży ok. 1 km na południe od granicy miasta Białogard, przy trasie dawnej linii wąskotorowej Białogardzkiej Kolei Dojazdowej Białogard – Świelino (przystanek Dębczyno), przy ujściu Mogilicy do Parsęty. Zabudowa wsi skupiona jest w większości wzdłuż drogi. Teren wokół wsi zajęty jest przez pola uprawne.

## Historia
Przemiany kulturowe i osadnicze na Pomorzu, na początku późnego okresu wpływów rzymskich III – IV wieku n.e. wywołane przemieszczaniem się małych plemion germańskich wzdłuż dorzecza Odry, a nieco później wędrówką Gotów i Gepidów wraz ze sprzymierzonymi z nimi plemionami na tereny położone na północ od Morza Czarnego, znalazły swoje odzwierciedlenie w uformowaniu się na Pomorzu Zachodnim nowego ugrupowania kulturowego, jakim była grupa dębczyńska. Etnicznie była to grupa niejednorodna o tradycji weneckiej, prawdopodobnie plemiona nadłebskie i skandynawskie. Na tle osadnictwa Pomorza skupienie osad i cmentarzysk w okolicy Dębczyna było czymś wyjątkowym, traktuje się je jako swego rodzaju prawdziwą aglomerację. 
Na przełomie XV-XVI wieku ostatni książęta dynastii zachodniopomorskiej powołali do życia okręgi domeny (Amt) na czele z zarządcami domen. Domeny były własnością książąt. Wśród 18 domen książęcych na Pomorzu Zachodnim znajdowała się domena białogardzka (Amt Belgard). Rozwój gospodarki folwarczno-pańszczyźnianej zapoczątkowany w pierwszej ćwierci XVI wieku spowodował gwałtowne pogorszenie się sytuacji prawnej ludności wiejskiej żyjącej w dorzeczu Parsęty zaliczanych do najbardziej rozwiniętych gospodarczo terenów Pomorza Zachodniego. Rozrost folwarków dokonywał się kosztem gruntów chłopskich. Świadczą o tym supliki chłopów z Dębczyna z roku 1599 i 1609 r. zawierające skargę przeciwko odebraniu i włączeniu do nowo powstającego folwarku, najlepszej ich ziemi. W roku 1782 w skład tej domeny wchodziło 111 wsi, w tym Dębczyno. 
W 1939 r. wieś zamieszkiwały 324 osoby. Przed II wojną światową i po Dębczyno było i jest wsią rolników indywidualnych.

## Zabytki i ciekawe miejsca
We wsi i okolicy występują liczne stanowiska archeologiczne z różnych okresów stanowiące przykład zachowanych pozostałości słowiańskiego osadnictwa wiejskiego. Ok. 150 m na wschód od drogi polnej do Nawina znajduje się cmentarzysko szkieletowe, położone na stoku piaszczystego wzniesienia przy zachodnim brzegu Mogilicy. Wydobyty tu bardzo bogaty materiał archeologiczny datuje cmentarzysko na okres późnorzymski. Przy zachodnim brzegu Mogilicy, bezpośrednio na północ od polnej drogi ok. 500 m na północny wschód od drogi do Nawina odkryto osadę otwartą z okresu późnorzymskiego. Jest to przykład zachowanych pozostałości słowiańskiego osadnictwa wiejskiego. 
Przy ujściu rzeki Mogilicy do Parsęty można znaleźć punkt widokowy.
Przy drodze do Nawina nieczynny cmentarz ewangelicki z XIX wieku, o pow. 23 ha. 

## Gospodarka
W okolicy wsi znajdują się znaczne zasoby wód podziemnych o I i II klasie jakości.
Rolnicy z Dębczyna specjalizują się w hodowli bydła.

## Przyroda
Po obu stronach drogi z Dębczyna do Gruszewa – aleja o długości 2890 m, drzewa o obw. 215-320 cm takie jak: lipa drobnolistna, klon zwyczajny i jesion wyniosły.

## Turystyka
Przez wieś wiodą trzy lokalne szlaki turystyczne:
- Szlakiem najstarszych śladów osadnictwa na ziemi białogardzkiej – rowerowy, nieoznakowany
- Szlak zachodni wokół Białogardu – rowerowo-pieszy
- Szlak wschodni wokół Białogardu – rowerowo-pieszy.

## Kultura
W miejscowości znajduje się świetlica wiejska, siłownia na powietrzu oraz nowy plac zabaw dla dzieci.

## Komunikacja
Jest tutaj przystanek komunikacji autobusowej, jednak komunikacja sama w sobie nie kursuje od lat.